# Miyu Nagasaki
Miyu Nagasaki (jap. 長﨑 美柚, Nagasaki Miyū; * 15. Juni 2002 in Ebina, Präfektur Kanagawa) ist eine japanische Tischtennisspielerin. Sie wurde 2018 mit der Mannschaft Vizeweltmeisterin. Die Japanerin ist Linkshänderin und verwendet als Schlägerhaltung den europäischen Shakehand-Stil.
Im Jahr 2019 gewann sie bei den Jugendweltmeisterschaften sowohl die Einzel- sowie die Doppelkonkurrenz zusammen mit Miyuu Kihara. Damit gilt sie als erste nicht-chinesische Frau, die diesen Erfolg in der 17-jährigen Geschichte des Turniers erreichen konnte.
Noch im selben Jahr holte sie auch die Goldmedaille in der Doppelkonkurrenz bei den World Tour Grand Finals, ebenfalls mit Miyuu Kihara. Im September 2018 erreichte sie mit Platz 34 in der ITTF-Weltrangliste ihren bisher besten Weltranglistenplatz.

## Titel und Erfolge im Überblick

### Einzel
- Gewinnerin der Jugendweltmeisterschaften (2019)
- Gewinnerin der Asian Junior & Cadet Meisterschaften (2019)

### Doppel
- Gewinnerin der ITTF World Tour Grand Finals (2019)
- Gewinnerin der Jugendweltmeisterschaften (2019), 3. Platz (2017, 2018)
- Gewinnerin der Asian Junior & Cadet Meisterschaften (2019), 3. Platz (2016)

### Team
- Silber bei den Weltmeisterschaften (2018)
- Silber bei den Jugendweltmeisterschaften (2018, 2019)
- 2. Platz bei den Asian Junior & Cadet Meisterschaften (2016, 2017), 3. Platz (2015, 2019)